# Хики, Джеймс Алоизиус
Джеймс Алоизиус Хики (англ. James Aloysius Hickey; 11 октября 1920, Мидленд, США — 24 октября 2004, Вашингтон, США) — американский кардинал. Титулярный епископ Таракуа и вспомогательный епископ Сагино с 18 февраля 1967 по 31 мая 1974. Епископ Кливленда с 31 мая 1974 по 17 июня 1980. Архиепископ Вашингтона с 17 июня 1980 по 21 ноября 2000. Кардинал-священник с титулом церкви Санта-Мария-Мадре-дель-Реденторе-а-Тор-Белла-Монака с 28 июня 1988.